# René Renoux
René Marcel Renoux (* 21. November 1904 in Brest; † 16. März 2000 in La Verrière) war ein französischer Filmarchitekt.

## Leben und Wirken
Renoux kam im Jahre 1919 als Ausstattungsassistent zum Film und arbeitete zunächst für Szenenbildner wie Jean Perrier, Robert-Jules Garnier und Henri Ménessier. 1928 durfte er als Chefarchitekt erstmals eigenständig Filmkulissen gestalten. In den folgenden vier Jahrzehnten war Renoux einer der gefragtesten Filmarchitekten, der jedoch zumeist nur bei gefälliger, nicht allzu anspruchsvoller Unterhaltungsware eingesetzt wurde. Zu seinen wichtigeren Arbeiten gehören die Kulissen zu Fritz Langs Molnár-Adaption Liliom, Abel Gances Sittengemälde Lucrezia Borgia sowie zu den Literaturverfilmungen Topaze von Louis J. Gasnier und Le père Goriot von Robert Vernay.
Gleich nach dem Zweiten Weltkrieg konnte er mit den Entwürfen zu Jean Delannoys Gide-Verfilmung Und es ward Licht und dem Pestarzt-Drama Monsieur Vincent zwei schöne Aufträge an Land ziehen. Anschließend war er eng mit den Inszenierungen von Sacha Guitry und Henri Decoin verbunden. Delannoy ließ ein Großteil seiner Nachkriegsinszenierungen von René Renoux ausstatten. In besonderer Erinnerung sind aus den 1950er Jahren auch Renoux’ umfangreiche Entwürfe zu den aufwendigen Historien- und Ausstattungsfilmen Der Liebesroman einer Königin, Versailles – Könige und Frauen, Der Glöckner von Notre Dame und Napoleon und einigen Filmen mit Jean Gabin gegen Ende desselben Jahrzehnts.

## Filmografie
- 1928: La faute de Monique
- 1928: Tu m’appartiens
- 1931: Il est charmant
- 1931: Rien que la vérité
- 1932: Topaze
- 1933: Le maîtres des forges
- 1933: Les surprises du sleeping
- 1934: Liliom
- 1934: Kameliendame (La dame aux camélias)
- 1934: Le prince Jean
- 1935: Dora Nelson
- 1935: Lucrezia Borgia (Lucrèce Borgia)
- 1935: Sacré Léonce
- 1936: Ménilmontant
- 1936: Sept hommes … une femme
- 1937: Le fauteuil 47
- 1937: La fille de Madelon
- 1938: Le présidente
- 1938: Die Straße der Liebe (Remontons les Champs-Elysées)
- 1938: Le ruisseau
- 1939: Fric-Frac (Fric-Frac)
- 1939: Berlingot et Cie.
- 1941: Der erste Ball (Premier bal)
- 1941: Der blaue Schleier (Le voile bleu)
- 1942: Meine größte Liebe (La femme que j’ai le plus aimée)
- 1942: Der Graf von Monte Christo, zwei Teile (Le comte de Monte Cristo)
- 1943: Vautrin
- 1943: Das Hohelied der Liebe (Les Anges du péché)
- 1943: Auf Wiederhören (Bonsoir mesdames, bonsoir messieurs)
- 1944: Le père Goriot
- 1944: Ritter der Nacht (Le bossu)
- 1945: Cyrano de Bergerac
- 1945: Abenteuer am Königshof (Le capitan)
- 1945: Roger-la-Honte
- 1946: Le visiteur
- 1946: Hyménée
- 1946: Und es ward Licht (La symphonie pastorale)
- 1947: Monsieur Vincent
- 1947: Die Festung der Fremdenlegion (Bethsabée)
- 1947: Der Schauspieler (Le comédien)
- 1948: Der hinkende Teufel (Le diable boiteux)
- 1948: Treffpunkt Rio (Aux yeux du souvenir)
- 1949: Der Mann vom Eiffelturm (The Man on the Eiffel Tower)
- 1949: La cage aux filles
- 1949: Zone frontière
- 1950: Gott braucht Menschen (Dieu a besoin des hommes)
- 1950: Clara de Montargis
- 1951: Hafengasse 5 (Le garçon sauvage)
- 1951: Wir brauchen einen Mann (Le Désir et l’Amour)
- 1953: Lohn der Angst (Le salaire de la peur)
- 1953: Im Schlafsaal der großen Mädchen (Dortoir des grandes)
- 1953: Versailles – Könige und Frauen
- 1953: Dürfen Frauen so sein? (Secrets d’alcôve)
- 1954: Menschen am Trapez (Obsession)
- 1955: Napoleon (Napoléon)
- 1955: Wie verlorene Hunde (Chiens perdus sans collier)
- 1955: Der Liebesroman einer Königin (Marie-Antoinette)
- 1956: Der Glöckner von Notre Dame
- 1957: Dem Satan ins Gesicht gespuckt (Le Feu aux poudres)
- 1957: Spione am Werk (Les espions)
- 1957: Kommissar Maigret stellt eine Falle
- 1958: Die Schenke der Verlockung (Guinguette)
- 1958: Die großen Familien (Les grandes familles)
- 1959: Maigret kennt kein Erbarmen (Maigret et l’affaire Saint-Fiacre)
- 1959: Wiesenstraße 10 (Rue des Prairies)
- 1960: Ein Herr ohne Kleingeld (Le baron de l’écluse)
- 1960: Die Prinzessin von Cleve (La princesse de Cleves)
- 1961: Oberst Strogoff (Le triomphe de Michel Strogoff)
- 1963: Le bon roi Dagobert
- 1964: Heimliche Freundschaften
- 1964: Schieß, solange du kannst (L'arme à gauche)
- 1965: Nur eine Nacht, Chéri (Les sultans)
- 1966: Spion zwischen 2 Fronten (Triple Cross)
- 1967: Action Man (Le soleil des voyous)
- 1967: Die Wölfin (La louve solitaire)
- 1970: Der Mann mit der Torpedohaut (La peau de torpédo)
- 1972: Nur eine Frage der Zeit (Pas folle la guêpe)